# Třída Izjaslav
Třída Izjaslav byla třída torpédoborců ruského carského námořnictva z doby první světové války. Celkem byly postaveny tři jednotky, přičemž další dvě zůstaly nedokončeny. Nasazeny byly v první světové válce a v druhé světové válce. Dva byly v boji potopeny. Jeden po první světové válce získalo Estonsko, které jej později prodalo Peru.

## Stavba
Celkem byly postaveny tři jednotky této třídy. Stavba dalších dvou byla přerušena.
Jednotky třídy Izjaslav:
| Jméno                    | Založený kýlu | Spuštěna | Vstup do služby | Status |
| ------------------------ | ------------- | -------- | --------------- | --- |
| Izjaslav (ex Gromonosec) | 1913          | 1914     | 1917            | Od roku 1922 přejmenován na Karl Marx, dne 12. srpna 1941 potopen.                                                         |
| Avtroil                  | 1913          | 1915     | 1917            | 1918 zajat Brity, předán Estonsku, sloužil jako Lennuk, roku 1933 prodán Peru, sloužil jako Almirante Guise, vyřazen 1947. |
| Kalinin (ex Prjamislav)  | 1913          | 1915     | 1927            | Dne 28. srpna 1941 potopen.                                                                                                |
| Brjačislav               | 1913          | 1915     | –               | Nedokončen. |
| Fedor Stratilat          | 1914          | 1917     | –               | Nedokončen. |

## Konstrukce

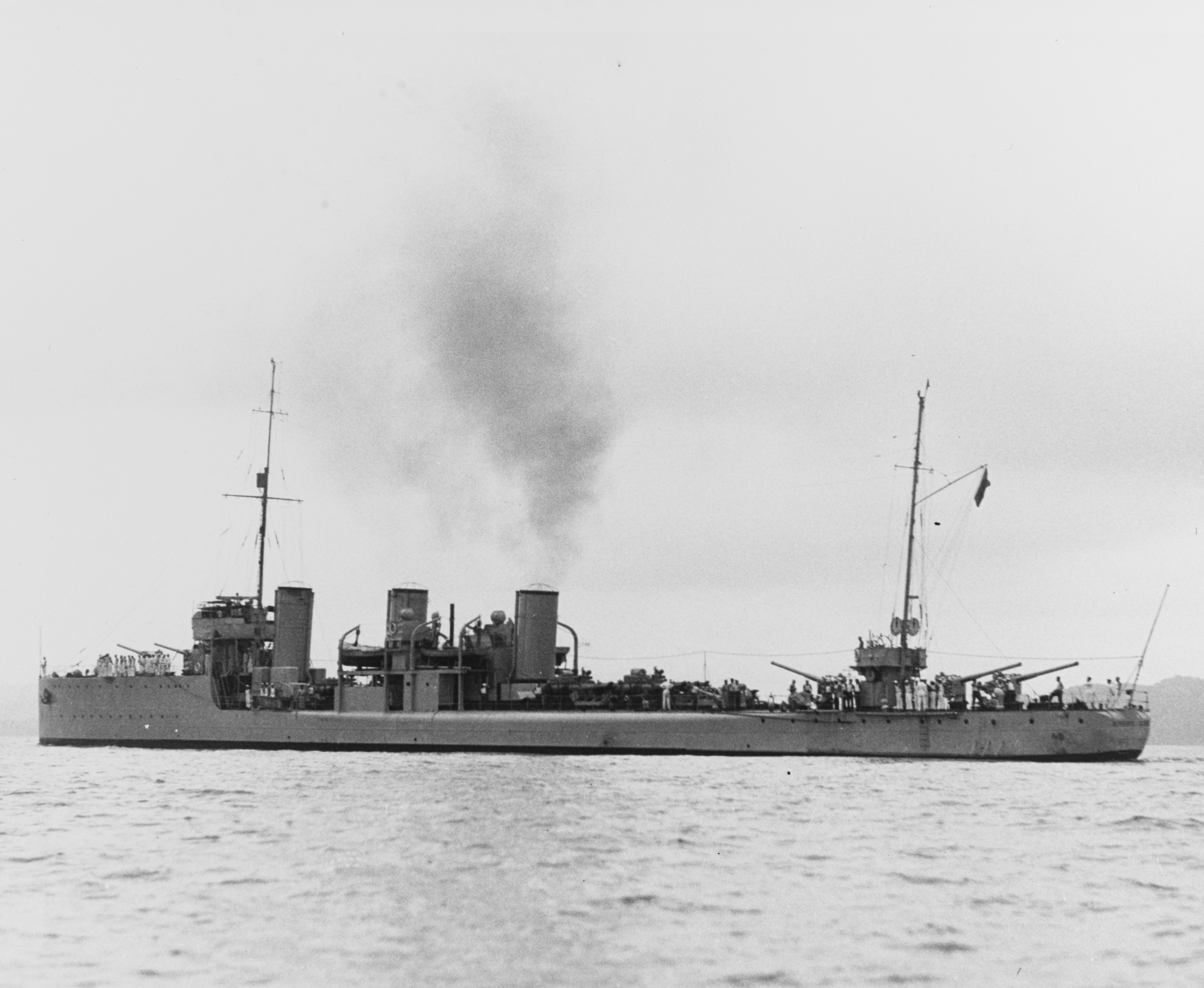
Peruánský torpédoborec Almirante Guise (ex Avtroil)

Torpédoborce byly vyzbrojeny pěti 102mm kanóny, jedním 76mm kanónem, třemi trojhlavňovými 457mm torpédomety a až 80 minami. Pohonný systém měl výkon 32 700 hp. Tvořily jej dvě parní turbíny Brown-Boveri a pět kotlů Normand, pohánějících dva lodní šrouby. Nejvyšší rychlost dosahovala 35 uzlů. Dosah byl 1568 při rychlosti 16 uzlů.